# Festa del Cross 2024
La decima edizione della Festa del Cross si è svolta al campus Folcara, a Cassino, il 9 e il 10 marzo 2024 e hanno assegnato 16 titoli (8 maschili e 8 femminili).

## Risultati Campionati Italiani Individuali[1]

### Uomini

#### Seniores
| Specialità       | Oro                                              | Prestazione | Argento                                        | Prestazione | Bronzo                                        | Prestazione |
| Cross corto 3 km | Sebastiano Parolini Gruppo Alpinistico Vertovese | 8:50        | Ala Zoghlami Gruppo Sportivo Fiamme Oro        | 8'56"       | Masresha Costa Atletica Brugnera Friulintagli | 9'00"       |
| Cross 10 km      | Pasquale Selvarolo G.S. Fiamme Azzurre           | 31'45"      | Marco Fontana Granotto Atletica Insieme Verona | 32'06"      | Yassin Bouih G.S. Fiamme Gialle               | 32'15"      |

#### Promesse (u23)
| Specialità       | Oro                                           | Prestazione | Argento                                 | Prestazione | Bronzo                             | Prestazione |
| Cross corto 3 km | Masresha Costa Atletica Brugnera Friulintagli | 9'00"       | Matteo Roda Pro Sesto Atletica Cernusco | 9'12"       | Niccolò Galimi Trieste Atletica    | 9'13"       |
| Cross 10 km      | Nicolò Bedini GP Alpi Apuane                  | 32'28"      | Nicolò Cornali Atletica Reggio          | 33'00"      | Stefano Cecere Atletica Cisternino | 33'03"      |

#### Juniores (u20)
| Specialità | Oro                                                 | Prestazione | Argento                               | Prestazione | Bronzo                                     | Prestazione |
| Cross 8 km | Francesco Ropelato Unione Sportiva Quercia Rovereto | 26'19"      | Nicola Morosini Unione Sportiva Rogno | 26'33"      | Lorenzo Pellicciardi CUS Pro Patria Milano | 26'55"      |

#### Allievi (u18)
| Specialità | Oro                                         | Prestazione | Argento                                         | Prestazione | Bronzo                              | Prestazione |
| Cross 5 km | Alessandro Santangelo Atletica Virtus Lucca | 15'53"      | Vittore Simone Borromini Toscana Atletica Jolly | 16'13"      | Omar Fiki Atletica Libertas Orvieto | 16'27"      |

#### Cadetti (u16)
| Specialità | Oro                           | Prestazione | Argento                | Prestazione | Bronzo                   | Prestazione |
| Cross 3 km | Federico Giardiello Lombardia | 9:55        | Luca Milanesi Piemonte | 10:03       | Javier Mercuri Lombardia | 10:04       |

### Donne

#### Seniores
| Specialità       | Oro                                      | Prestazione | Argento                                        | Prestazione | Bronzo                             | Prestazione |
| Cross corto 3 km | Micol Majori Pro Sesto Atletica Cernusco | 10'21"      | Agnese Carcano Atletica Verona Pindemonte      | 10'25"      | Giulia Zanne Atletica Brescia 1950 | 10'27"      |
| Cross 10 km      | Nadia Battocletti G.S. Fiamme Azzurre    | 28'47"      | Federica Del Buono Centro Sportivo Carabinieri | 29'36"      | Nicole Reina CUS Pro Patria Milano | 29'46"      |

#### Promesse (u23)
| Specialità       | Oro                                       | Prestazione | Argento                                      | Prestazione | Bronzo                                                    | Prestazione |
| Cross corto 3 km | Agnese Carcano Atletica Verona Pindemonte | 10'25"      | Melissa Fracassini Atletica ARCS CUS Perugia | 10'34"      | Livia Caldarini Atletica Studentesca Rieti Andrea Milardi | 10'42"      |
| Cross 10 km      | Aurora Bado Centro Sportivo Carabinieri   | 30'18"      | Ilaria Bruno Atl Brugnera PN Friulintagli    | 30'29"      | Chiara Stefani Atl. Bergamo 1959 Oriocenter               | 30'36"      |

#### Juniors (u20)
| Specialità | Oro                                      | Prestazione | Argento                                 | Prestazione | Bronzo                                  | Prestazione |
| Cross 6 km | Laura Ribigini Atletica ARCS CUS Perugia | 23'19"      | Elisa Rovedatti Atletica Valle Brembana | 23'40"      | Lucia Arnoldo Atletica Dolomiti Belluno | 23'44"      |

## Risultati Campionati Italiani di Staffette

### Uomini
| Specialità         | Oro                                                                                         | Prestazione | Argento                                                                                        | Prestazione | Bronzo                                                                                 | Prestazione |
| Staffetta 4 × 2 km | Elia Di Biagio, Francesco Micolaucich, Niccolò Galimi, Federico Fragiacomo Trieste Atletica | 25'30"      | Fabio Mozzi, Nicola Vanzetta, Mattia De Barba, Giovanni Gatto Unione Sportiva Quercia Rovereto | 25'30"      | Federico Perrella, Michele Alamia, Filippo Mariani, Aymen Ayachi CUS Pro Patria Milano | 25'49"      |

### Donne
| Specialità         | Oro                                                                                | Prestazione | Argento                                                                                       | Prestazione | Bronzo                                                                                   | Prestazione |
| Staffetta 4 × 2 km | Francesca Scabissi, Elena Ribigini, Laura Ribigini, Melissa Fracassini CUS Perugia | 29'41"      | Paola Parotto, Giulia Tonolli, Valeria Minati, Linda Palumbo Unione Sportiva Quercia Rovereto | 29'49"      | Virginia Troiani, Matilde Bonacina, Axelle Vicari, Luisa Dal Molin CUS Pro Patria Milano | 30'35"      |